# Fiołek strzałkowaty
Fiołek strzałkowaty (Viola sagittata Aiton) – gatunek roślin z rodziny fiołkowatych (Violaceae). Występuje naturalnie na obszarze od wschodniej Kanady po środkową i wschodnią część Stanów Zjednoczonych. W całym swym zasięgu jest gatunkiem najmniejszej troski, ale regionalnie (Nowy Brunszwik, Wyspa Księcia Edwarda, Iowa) jest krytycznie zagrożony.

## Rozmieszczenie geograficzne
Rośnie naturalnie na obszarze od wschodniej Kanady po środkową i wschodnią cześć Stanów Zjednoczonych. W Kanadzie został zaobserwowany w prowincjach Nowa Szkocja, Nowy Brunszwik, Ontario, Quebec i Wyspa Księcia Edwarda, a w Stanach Zjednoczonych w Alabamie, Arkansas, Connecticut, Delaware, Dystrykcie Kolumbii, Georgii, Illinois, Indianie, Iowa, Kansas, Kentucky, Luizjanie, Maine, Marylandzie, Massachusetts, Michigan, Minnesocie, Missisipi, Montanie, New Hampshire, New Jersey, stanie Nowy Jork, Północnej Karolinie, Ohio, Oklahomie, Pensylwanii, Rhode Island, Południowej Karolinie, Tennessee, Teksasie, Vermoncie, Wirginii, Wirginii Zachodniej i Wisconsin. 

## Morfologia
PokrójBezłodygowa bylina dorastająca do 5–50 cm wysokości. Tworzy grube, mięsiste kłącza.
LiścieLiście odziomkowe są od czterech do ośmiu, wznoszące się lub wyprostowane, ich blaszka liściowa jest klapowana; klapy środkowe i boczne początkowo mają kształt od jajowatego do eliptycznego, później są bardzo zróżnicowane ze względu na szerokość i kształt, klapy położone pomiędzy nimi są jajowate, eliptyczne, wąsko eliptyczne lub wąsko deltoidalne, mierzy 1–8 cm długości oraz 1–5 cm szerokości, nacięte lub klapowane tylko u podstawy, jest karbowana lub piłkowana na brzegu (czasami orzęsiona), ma strzałkowatą lub oszczepowatą, ściętą lub zbiegającą po ogonku nasadę i spiczasty wierzchołek od tępego do ostrego, jej powierzchnia jest naga lub owłosiona. Ogonek liściowy jest nagi lub owłosiony i osiąga 2–13 cm długości. Przylistki są równowąsko lancetowate, całobrzegie, o ostrym wierzchołku.
KwiatyPojedyncze, osadzone na zazwyczaj nagich lub owłosionych szypułkach o długości 3-15 cm, wyrastających z kątów pędów. Mają działki kielicha o kształcie od lancetowatego do jajowatego. Płatki mają jasno- lub ciemnofioletową barwę na obu powierzchniach, trzy płatki dolne są białe u nasady, dwa boczne są gęsto brodate, najniższy płatek mierzy 10-15 mm długości, z ciemnofioletowymi żyłkami, posiada garbatą, sporadycznie brodatą ostrogę o długości 2-3 mm i jasno- lub ciemnofioletowej barwie. Główka słupka jest bezwłosa.
OwoceNagie torebki mierzące 10-14 mm długości, o elipsoidalnym kształcie. Nasiona mają beżową barwę z brązowymi cętkami, osiągają 1,3–2,5 mm długości.

## Biologia i ekologia
Rośnie na terenach piaszczystych, w widnych lasy, na pola uprawnych, poboczach dróg oraz na pasach zieleni pod liniami energetycznymi. Występuje na wysokości od 50 do 2500 m n.p.m. Kwitnie od marca do maja. 
Liczba chromosomów 2n = 54.

## Zmienność
W obrębie tego gatunku wyróżniono jedną odmianę:
- V. sagittata var. ovata (Nutt.) Torr. & A.Gray – występuje w Kanadzie (w prowincjach Nowy Brunszwik, Nowa Szkocja, Ontario, Quebec i Wyspa Księcia Edwarda) oraz Stanach Zjednoczonych (w Alabamie, Connecticut, Delaware, Dystrykcie Kolumbii, Illinois, Iowa, Kentucky, Maine, Marylandzie, Massachusetts, Michigan, New Hampshire, New Jersey, stanie Nowy Jork, Północnej Karolinie, Ohio, Pensylwanii, Rhode Island, Tennessee, Vermoncie, Wirginii, Wirginii Zachodniej i Wisconsin)[7]. Ich blaszka liściowa mierzy 1–8 cm długości oraz 1–4,5 cm szerokości, obie powierzchnie są zazwyczaj gęsto owłosione. Brzegi działek kielicha są orzęsione. Występuje na wysokości od 10 do 1000 m n.p.m. Kwitnie od kwietnia do czerwca[8].

V. sagittata podobno krzyżuje się z V. cucullata (= V. × porteriana Pollard), V. hirsutula (= V. × redacta House), V. pedatifida var. brittoniana (= V. × mulfordiae Pollard), V. sagittata var. ovata (= V. × abundans House) i V. sororia (= V. × koniugeny Greene). 